# Brokig barksvartbagge
Brokig barksvartbagge (Corticeus fasciatus) är en skalbaggsart som först beskrevs av Fabricius 1790.  Brokig barksvartbagge ingår i släktet Corticeus, och familjen svartbaggar. Enligt den svenska rödlistan är arten sårbar i Sverige. Arten förekommer i Götaland, Gotland, Öland, Svealand och Nedre Norrland. Artens livsmiljö är skogslandskap, jordbrukslandskap.